# Njurbiopsi
Njurbiopsi  innebär att man tar ett vävnadsprov från njuren för mikroskopisk undersökning för att säkerställa diagnos, följa en njursjukdoms progress eller följa upp behandling.

## Indikationer
Några av de vanligaste indikationerna för njurbiopsi är:
- Hematuri
- Proteinuri
- Nefrotiskt syndrom
- Njursvikt
- Akut nefritiskt syndrom

## Komplikationer
Allvarliga komplikationer är ovanligt vid njurbipopsi, men det vanligaste är renal blödning.